# 캔자스시티 브래스
캔자스시티 브래스(Kansas City Brass)는 USL 프리미어 디벨로프먼트 리그 소속의 아마추어 축구팀이다. 미국 미주리주 캔자스시티를 연고로 하고 있으며 홈구장은 미주리주 리버티의 그린 스타디움이다.